# Паламарчук Валентина Федорівна

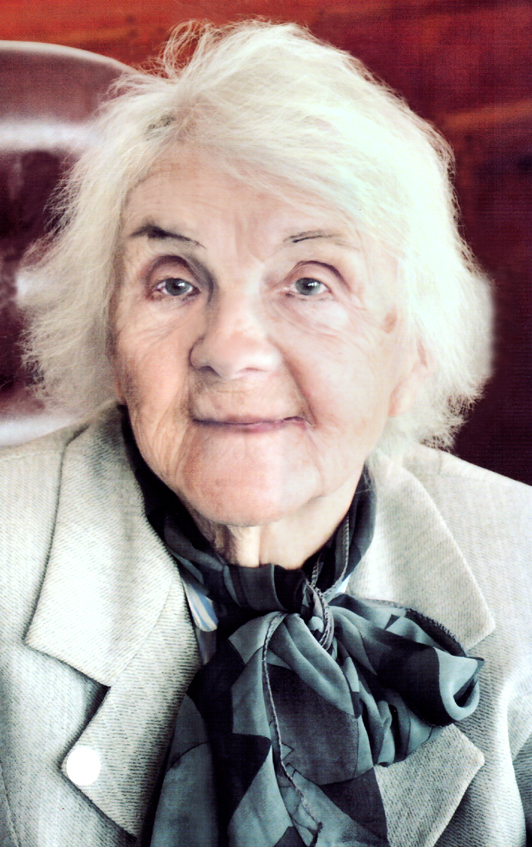
Паламарчук Валентина Федорівна

Паламарчук Валентина Федорівна (28 листопада 1930) — радянський, український педагог, науковець, дидакт, доктор педагогічних наук (1983), професор (1987); працювала в Українському науково-дослідному інституті педагогіки України (з 1991 — Інститут педагогіки Національної академії педагогічних наук України); в Центральному інституті післядипломної педагогічної освіти  (Університет менеджменту освіти), м. Київ. 65 років життя присвятила педагогічній праці: вчитель, завуч, директор школи, викладач у педагогічних ВНЗ. 56 років присвятила дослідницькій діяльності як дидакт.

## Біографія
Народилася 28 листопада 1930 року у м. Москві. Батько — робітник, мати з родини дворян. Під час Другої світової війни батьки загинули від голоду і хвороб. Валентина Федорівна разом з молодшою сестрою Зоєю була відправлена до м. Хвалинська Саратовської області у дитячий будинок, який і був записаний як місце народження. Сестра померла у 1943 році. Після війни Валентина Федорівна вступила до Хвалинського педагогічного училища, а після його закінчення — до Саратовський університету за спеціальністю «російська мова та література», який  закінчила з відзнакою. В Казахстані зустріла свою долю — педагога Паламарчука Володимира Ілліча, з яким у 1956 році побралася. У 1958 році народила сина Євгена, у 1964 році — доньку, Олену  ( Барановська ), яка продовжила педагогічну та наукову династію Паламарчуків. У 1970 році Валентина Федорівна разом із сім'єю переїхала до Києва.

## Педагогічна та наукова діяльність
У 1955—1957 роках, за направленням після закінчення університету, Валентина Федорівна працювала вчителем російської мови та літератури в Казахстані  (курорт Борове).  
Упродовж 1957—1960 років Валентина Федорівна працювала директором середньої школи при міліції у с. П'ятихатки Дніпропетровської області. 
У 1960—1968 роках обіймала посади завуча школи і вчителя російської мови та літератури у старших класах, була викладачем Запорізького педінституту(Запорізький національний університет). 
Упродовж кількох десятиліть (1968—2002) працювала на різних посадах в Інституті педагогіки (Київ) АПН (потім — НАПН) України — Інститут педагогіки Національної академії педагогічних наук України — старший науковий співробітник, головний науковий співробітник, завідувач відділу педагогічних інновацій (чоловік, Паламарчук Володимир Ілліч, працював у відділі професійно-технічної освіти, там само). 
У 1987—2002 роках Валентина Федорівна завідувала лабораторією педагогічних інновацій, була одним з ініціаторів заснування шкіл нового типу в Україні, багато років присвятила розвитку інноваційної педагогіки і педагогічної практики. Колектив під її керівництвом напрацьовував нормативно-правову і наукову базу становлення закладів нових типів в Україні, які у випереджальному режимі готували реформу освіти, були експериментальними майданчиками, де апробувався новий зміст і технології навчання (освіти). Її слова, що «чистої науки не існує, вона завжди ґрунтується на педагогічному досвіді, її вершини досягаються лише через кращі зразки педагогічної практики» є її педагогічним кредо останніх років.  
2002—2009 роки — головний науковий співробітник, професор Центрального інституту післядипломної педагогічної освіти (Університеті менеджменту освіти, Київ). 
Тривалий час Паламарчук В. Ф. була вченим секретарем збірника «Педагогіка», який друкував напрацювання науковців-дидактів того часу, зокрема, — відділу дидактики (С. П. Бондар, В. П. Волинський, Л. П. Вороніна, В. І. Кизенко, В. П. Максименко, Л. Л. Момот, Онищук Василь Онисимович, Паламарчук Володимир Ілліч, В. Є. Римаренко, Л. В. Чашко та ін.). Зустрічі з видатними дидактами Бабанським Юрієм Костянтиновичем, М. І. Кондаковим дали поштовх до співпраці в галузі оптимізації навчально-виховного процесу, наукової організації праці («НОТ школьника — путь к творчеству», 1988), взаємозв'язку навчання і розвитку учнів. В. Ф. Паламарчук брала безпосередню участь у становленні та діяльності Всеукраїнської Асоціації працівників гімназій і ліцеїв України; долучалася до розроблення законодавчих актів у сфері освіти, у тому числі Законів України «Про освіту» (2001); «Про загальну середню освіту»; «Державної програми «Освіта: Україна 21 століття»; концепцій розвитку загальної середньої освіти; загальноосвітніх закладів для здібної і обдарованої учнівської молоді. Під її науковим керівництвом за завданням Міністерства освіти і науки України були розроблені Тимчасові положення про гімназії, ліцей, приватний загальноосвітній навчальний заклад.
Наукова школа доктора педагогічних наук, професора Валентини Федорівни Паламарчук охоплює працівників різних ділянок освіти: від сільського вчителя до відповідального працівника Верховної Ради України. Науковий доробок становить понад 300 наукових праць. Автор 65 років життя присвятила педагогічній праці, заслужений працівник освіти України. 
У 1983 році у Москві захистила докторську дисертацію, яка  присвячена дидактичним основам формування мислення учнів у процесі навчання, видала і перевидала низку книг: «Школа учит мыслить» (два видання, рос. та литов. мовами); «НОТ школьника — путь к творчеству» та ін. На базі Київського міського будинку вчителя під науковим керівництвом Валентини Федорівни понад 10 років працював творчий клуб для педагогічних працівників і науковців «Майстер». 
Серед її наукових публікацій — монографія, посібники («Школа учит мыслить» (1979; 1987), двотомник «Першооснови педагогічної інноватики» (2005), «Техне інтелектус» (1999), «Глобус інтелектус» (1999), «НОТ школьника — путь к творчеству» (1988), «Як виростити інтелектуала» (2000), «Грані творчості» (упорядник, 1990); «Розвиток логічного мислення учнів профтехучилищ у процесі навчання» (1974, у співавторство з Паламарчуком Володимиром Іллічем); «Объем и характер домашних заданий» (1978), «Підготовка і проведення екзаменів у школі» (за редакцією, 1980), програми спецкурсу для студентів педагогічних інститутів «Педагогіка мислення» (1985), «Передовий педагогічний досвід» (1989), «Становлення навчальних закладів нового типу» (за ред., 1992), «Інновації в освіті України» (2004), серія збірників гімназії «Троєщина» Деснянського району м. Києва за її науковою редакцією (1999—2015), концепції, програми і методики формування інтелектуальних умінь учнів, розвивального навчання, гімназійної освіти, спецкурси, навчальні програми, науково-методичні посібники, статті у фахових виданнях. В. Ф. Паламарчук займалася розробленням й упровадженням метапредметних програм: формування і розвитку мислительних умінь і навичок школярів («Експериментальна програма формування мислительних умінь у школярів», 1982; «Методичні рекомендації про формування загальнонавчальних умінь та самостійного мислення учнів», 1986; «Розвиток загальнонаукових мислительних умінь і навичок школярів», 1984 та ін.). Вченою започатковано педагогічну концепцію розвивального навчання, розроблено програму і методику інтелектуальних умінь учнів 1-12 класів загальноосвітніх навчальних закладів, технологію розвитку мислення учнів. В. Ф. Паламарчук є одним з основоположників теорії педагогічної інноватики, взаємозв'язку навчання і розвитку учнів. 
Валентина Федорівна є автором понад 300 наукових праць, індекс Гірша — 11 (станом на січень 2019 року), триває процес оцифрування робіт автора та внесення їх до електронної бібліотеки НАПН України і профілю в Google Scholar [1] . Вченою створено власну наукову школу, її численні учні працюють у різних галузях освіти України.

## Місця роботи
- 1955—1957 рр. — учитель російської мови та літератури, к. Борове, Казахстан ;
- 1957—1960 рр. — директор  середньої школи при міліції, с. П'ятихатки Дніпропетровської області;
- 1960—1968 рр. — завуч школи та вчитель російської мови та літератури у старших класах, викладач Запорізького педінституту (Запорізький національний університет);
- 1963—1966 рр. — навчання в аспірантурі та захист кандидатської дисертації (науковий керівник  —  Б. П. Есіпов);
- 1968—2002 рр. — робота в Українському науково-дослідному інституті педагогіки (пізніше —  Інститут педагогіки Національної академії педагогічних наук України) ;
- 1983 рік — захист докторської дисертації з теми «Дидактические основы формирования мышления учащихся в процессе обучения», викладала у педагогічному інституті імені Максима Горького (згодом  — Національний педагогічний університет імені М. П. Драгоманова);
- 1987 рік — отримала звання професора ;
- 2002—2009 рр. — працювала в Центральному інституті післядипломної педагогічної освіти, Університеті менеджменту освіти (Київ);
- з 2009 р. — професор-консультант гімназії «Троєщина» Деснянського району м. Києва; член ученої ради у Національному педагогічному університеті імені М. П. Драгоманова.

## Цитати і педагогічне кредо
- Своїм педагогічним кредо вчена вважає: «чистої науки не існує, вона завжди ґрунтується на педагогічному досвіді, її вершини досягаються лише через кращі зразки педагогічної практики»;
- «У моєму житті школа завжди була центром і смислом буття»

## Нагороди
- Почесна грамота Кабінету Міністрів України «За багаторічну сумлінну працю, значний особистий внесок у розвиток педагогічної науки» (2001);
- Почесна грамота Верховної Ради України «За особливі заслуги перед народом» (2001);
- Подяка Президента Асоціації гімназій і ліцеїв України «За видатну громадську діяльність в Асоціації працівників гімназій і ліцеїв України»;
- відзнака «Відмінник народної освіти УРСР»;
- Почесні грамоти Інституту педагогіки Національної академії педагогічних наук України;
- Почесні грамоти Національної академії педагогічних наук України.
- Дердавна стипендія видатним діячам науки (2022).

## Основні публікації
- Паламарчук В. Ф. Школа учит мыслить. - Изд. 2-е, доп. и перераб.- Москва : Просвещение, 1987. - 208 с. (Библиотека заместителя директора школы по учебно-воспитательной работе)\
- Паламарчук В. Ф. Школа учит мыслить. - Москва : Просвещение, 1979. - 144 с.
- Паламарчук В. Ф. Першооснови педагогічної інноватики.- Т. 1-2. - Київ : Знання України, 2005. - 420 с.
- Паламарчук В. Ф. Як виростити інтелектуала. Тернопіль : Навчальна книга —Богдан, 2000. -152 с.
- Паламарчук В. Ф. Взаємозв'язок навчання і розвитку учнів в аспекті реформи школи : Метод. лист для вчителів і кер. шкіл, гімназій, ліцеїв. - Київ : Знання, 2002.- 45 с.
- Паламарчук В. Ф. Техне інтелектус (технологія інтелектуальної діяльності учнів): посібник для вчителів.- Київ : ВВП «Мрія-1» ЛТД, 1999.- 92 с.
- Паламарчук В. Ф. Глобус інтелектус (методологія, програма, методика формування глобального інтелекту). - Київ, 1999.
- Паламарчук В. Ф., Орлов С. И. НОТ школьников — путь к творчеству : Кн. для учащихся. -Киев : Радянська школа, 1988. -136 с.
- Паламарчук В. Ф. Дидактические основы формирования мышления учащихся в процесе обучения: дисс. … д-ра пед. наук : 13.00.01.- Киев, 1983. -393 с.
- Паламарчук В. Ф. Взаимосвязь образования, воспитания и развития учащихся на уроке. -Киев : Радянська школа, 1982. 33 с.
- Паламарчук В. Ф. Реализация межпредметных связей в процессе проблемного обучения. -Киев : Высшая школа,- 1975. -57 с. (в соавт. с В. И Паламарчуком).
- Паламарчук В. Ф. Взаємозв’язок навчання і розвитку в сучасній освіті.// International Scientific Journal, URL: http://www.inter-nauka.com. URL article: https://www.internauka.com/uploads/public/14803344892133.pdf%5Bнедоступне+посилання+з+липня+2019%5D
- Паламарчук В. Ф., Барановська О. В. Педагогічні технології навчання в умовах нової української школи: вектор розвитку .// Український педагогічний журнал.- 2018.- № 3.- С. 60–66.  (http://uej.undip.org.ua/products/2018/article2.php)